# Vermiglio
Vermiglio är en ort och kommun i provinsen Trento i regionen Trentino-Sydtyrolen i Italien. Kommunen hade 1 833 invånare (2018).